# Lantaarnhaaien
De familie van de lantaarnhaaien (Etmopteridae) behoort tot de orde van de doornhaaiachtigen. De naam lantaarhaaien dragen zij omdat er in hun huid licht producerende structuren aanwezig zijn. Het zijn allemaal kleine, tot zeer kleine soorten haaien (onder de 90 cm) die overal ter wereld in de oceanen kunnen voorkomen op diepten onder de 200 m.

## Geslachten
- Aculeola de Buen, 1959 - monotypisch geslacht, één soort haaktandlantaarnhaai (A. nigra)
- Centroscyllium Müller & Henle, 1841 - 7 soorten
- Etmopterus Rafinesque, 1810 - 44 soorten w.o. donkerbuiklantaarnhaai
- Trigonognathus Mochizuki and Ohe, 1990 - monotypisch, Adderlantaarnhaai (T. kabeyai)